# Огуз-хан
Огуз-хан (азерб. Oğuz Xan; тур. Oğuz Han; туркм. Oguz han), также Огуз-каган (азерб. Oğuz Xaqan, тур. Oğuz Kağan, туркм. Oguz Kagan) — древний родоначальник туркмен и других тюркских народов огузского происхождения.  

## Происхождение
Историк Государства Хулагуидов Рашид ад-Дин в своем обширном труде «Джами ат-Таварих» (Сборник летописей) отмечает, что Огуз-хан является прямым потомком пророка Ноя в четвертом поколении. Согласно «Родословной туркмен» Абу-ль-Гази, Огуз-хан является прямым потомком пророка Ноя в десятом поколении и мог жить за четыре тысячи лет до времени пророка Мухаммеда во времена легендарного царя древности Каюмарса. Французский академик XVIII века Жан-Сильвен Байи относит период жизни Огуз-хана к XXIX веку до н. э., а русский географ и историк XVIII века П.И.Рычков и советский историк О. Туманович — к VII в. до н. э.. Во французской Энциклопедии Дидро и д'Аламбера, изданной во второй половине XVIII в., отмечено, что Огуз-хан жил задолго до персидского царя Кира II. 
Шведский географ и картограф XVII-XVIII веков Филипп Иоганн фон Страленберг со ссылкой на древнегреческого историка Диодора Сицилийского и других историков пишет об Огуз-хане как о предводителе древних скифских народов, под чьим руководством в глубокой древности они завоевали огромные территории на Среднем Востоке, в Юго-Восточной Европе и Египте. Согласно Страленбергу, у азиатских народов Огуз-хан пользуется такой-же славой, как Александр Македонский и Юлий Цезарь у европейцев.
Некоторые исследователи-востоковеды (Иакинф (Бичурин), Фридрих Хирт) отождествляют Огуз-хана с реальным историческим лицом — хуннским шаньюем Модэ. 

## Исторические источники
В историческим труде Абу-л-Гази «Родословная туркмен» сообщается, что у Огуз-хана было шестеро сыновей, а у каждого из них, в свою очередь, было по 4 сына от старших жён и ещё по несколько сыновей от их других жён. Двадцать четыре внука от старших жён сыновей Огуз-Хана являются родоначальниками 24-х древнейших и главных огузо-туркменских племен и главами так называемых «Аймаков». К каждому их главных 24-х племен были присоединены другие племена, чьими родоначальниками являлись внуки Огуз-хана от младших жён его сыновей, а также вожди, отличавшиеся в той или иной обстановке во времена военных походов Огуз-хана: такое основное объединение нескольких родов и составлял собою один «Аймак». При Огуз-хане, все 24 племени получили свои родовые тамги.
Дети и внуки Огуз-хана:
Сыновья Гюн-хана:
Кайы (крепкий) - ; Баят (богатый); Алка-ойли (соответствующий) - ; Кара-ойли (где-бы ни остановился, [всюду] в палатке живет)
Сыновья Ай-хана: Языр (старший в иле) - ; Йасыр («ябир» согласно другому переводу «Родословной туркмен») (все, что ни окажется перед ним, он опрокидывает); Додурга (тот, кто умеет завоевывать страны и удерживать их за собой); Дугер (круг) - 
Сыновья Йылдыз-хана: Авшар (проворный в работе) - ; Кызык (герой); Бекдили (его речь уважаема) - ; Каркын (хлебосольный) — 
Сыновья Гёк-хана: Баяндыр (обладающий мирскими благами) - ; Бечене (делающий) - ; Човдур (честный, воеватель) - 》; Чепни (богатырь) - 
Сыновья Даг-хана: Салыр (вооруженный саблей) - ; Эймир (богатейший) - ; Алайонтли (имеющий пегую лошадь) - ; Урегир (добродетельный) - 
Сыновья Денгиз-хана: Игдир (великий) - ; Бюгдуз (услужливый) - ; Ыва (высокостепенный) - ;Кынык (почтенный) - 
Список древних туркменских племен, происходивших от младших жен сыновей Огуз-хана:
Кене — Гуне — Турбатлы — Гирейли — Солтанлы — Оклы — Геклы — Кыргыз— Сучли — Хорасанлы — Юртчы — Джамчи — Турумчи — Кумы — Соркы — Курджык — Сараджик — Караджык — Текин — Казыкурт — Лала — Мердешуй — Саир.
Племена, родоначальниками которых были вожди в войске и близкие сподвижники Огуз-хана, и считавшиеся частью огузов (туркмен) в древности и средневековье: Канглы, Кыпчак, Карлык, Халач.
В «Джами ат-Таварих» сообщается, что ближайшие родственники Огуз-хана, поселившиеся к востоку от земель Огуз-хана, стали родоначальниками монгольских племен, из которых происходит род Чингиз-хана. 
Уйгурская версия «Огуз-наме»
Доисламские представления об Огуз-хане найдены в уйгурской рукописи XV века «Огуз-наме». Согласно этой легенде, Огуз-хан был зачат своей матерью от световых лучей. Он родился уже богатырём и почти сразу сразил чудовище-единорога. Внешность Огуз-хана описывается так: «ноги его… подобны ногам быка, поясница — пояснице волка, плечи — подобны плечам соболя, а грудь — груди медведя».
От брака Огуз-хана с небесной девой рождаются три старших сына — Кун-хан, Ай-хан и Улдуз-хан. От другой, земной, жены — ещё три сына — Гёк-хан, Даг-хан и Дениз-хан.
Огуз-хан объявляет себя каганом и завоёвывает земли соседей; ему помогает в этом небесно-голубой волк (тюрк. көк бөрі), говорящий по-человечески. Свои завоевания Огуз-хан разделил между сыновьями, символически разделяя между ними также посланные ему небом лук и стрелы. Лук, разломанный на три части, достаётся старшим сыновьям, почему их племена называются «бозок» («ломать на части»), а стрелы — младшим, племенам «учок» («три стрелы»).
После принятия ислама мифы изменяются, и в сочинениях Рашид ад-Дина, Абулгази, Языджы-оглу Али Огуз-хан является мусульманином, потомком библейского Яфета.
По одной версии, имя «Огуз» происходит от слов «ок» (стрела) и «уз» (лицо, личность, человек). Некоторые исследователи выводят «огузы» от «ок» — что означает «стрела» (а также «племя») и «уз» — суффикса множественности. То есть — «стрелы, множество стрел». Это название чуть поменялось от «аҕа уус» — дословный перевод «племя отца», как оглы — «аҕа уола», сын отца.
А ещё в нынешнем Азербайджанском языке слово «ок» то есть «ох» означает в прямом смысле слово «стрела», а слово «уз» которое произносится как слово «yuz» означает число 100.
Другие образуют слово от «ак» — «белый» в значении благородный и «уз» — древнее понятие, возможно, в переводе значившее «человек» или «люди» и часто дублировавшее понятие «ир» или «эр», то есть «человек», «мужчина», употреблявшееся у различных тюркских племён самостоятельно либо в сочетании с другими словами, в качестве самоназвания.
Имя «Огуз», по одной из версий, происходит от слова «окуз», что означает «бык» на тюркских языках. При этом многие учёные отвергают данную версию.

## Память

### Памятники
В разных городах мира установлены памятники Огузхану.

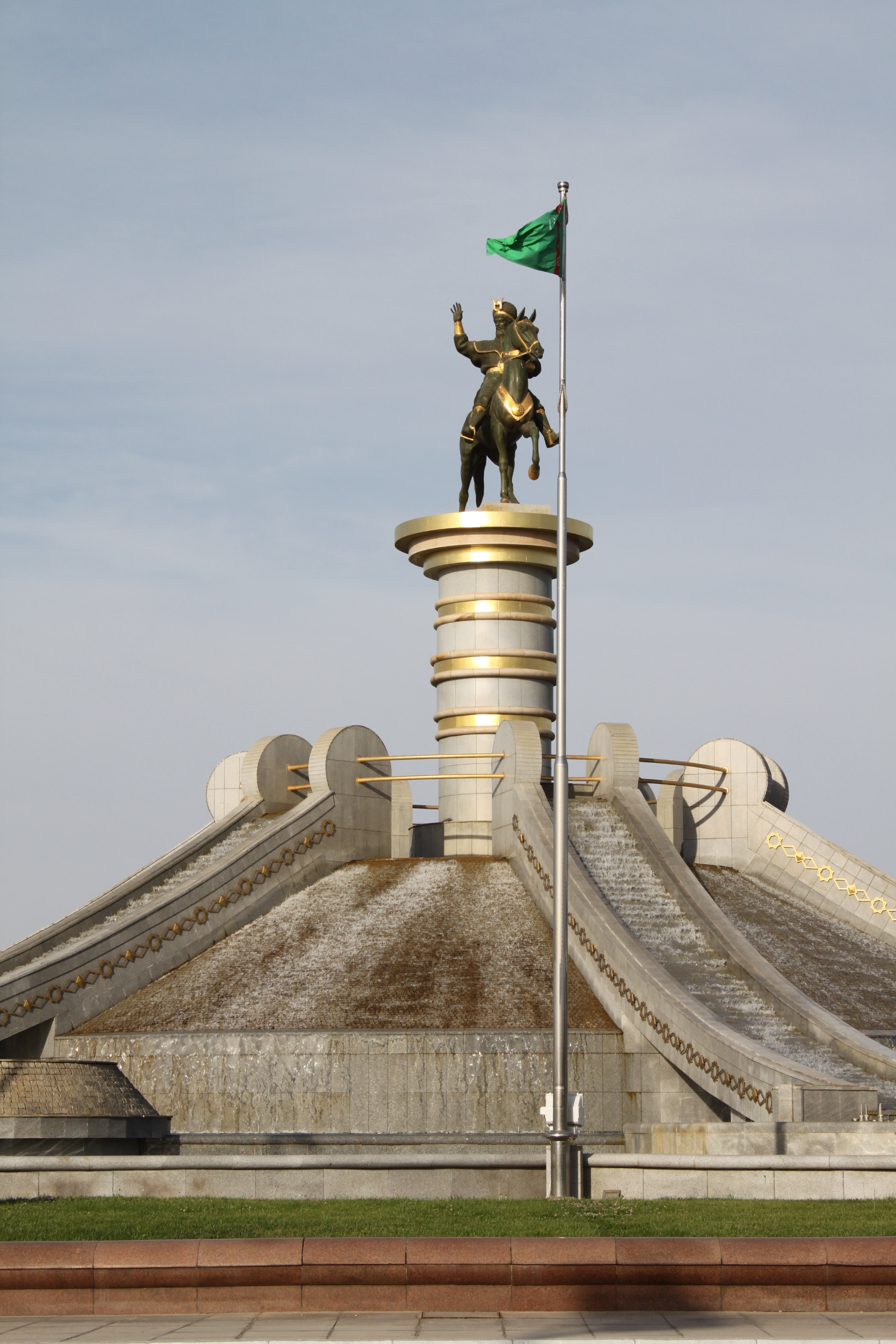
Памятник Огуз-хану в Ашхабаде

### Топонимика

Фрагмент центральной части «Звезды Огуз-хана»

- Дворцовый комплекс «Огузхан» — резиденция президента Туркмении.
- Огузханский этрап — этрап в Марыйском велаяте Туркмении.
- МХК «Огузхан» — молодёжная хоккейная команда из Ашхабада.
- Фонтанный комплекс «Огузхан и сыновья» — один из главных символов Ашхабада[17].
- «Звезда Огуз-хана» ашхабадской телебашни признана самым большим в мире архитектурным изображением звезды и внесена в Книгу рекордов Гиннесса[18][19].
- Объединение «Туркменфильм» названо в честь Огузхана[20].
- Именем Огузхана названа улица Ашхабада.
- Университет инженерных технологий в Туркмении носит имя Огуз-хана.
- Имя Огуз-Хана носит улица в посёлке городского типа Зуя в Крыму.

### В нумизматике

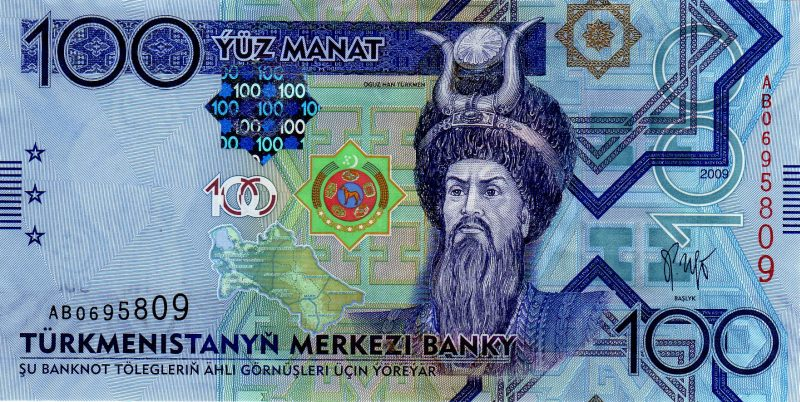
Изображение Огуз-хана на купюре достоинством 100 туркменских манат образца 2009 года
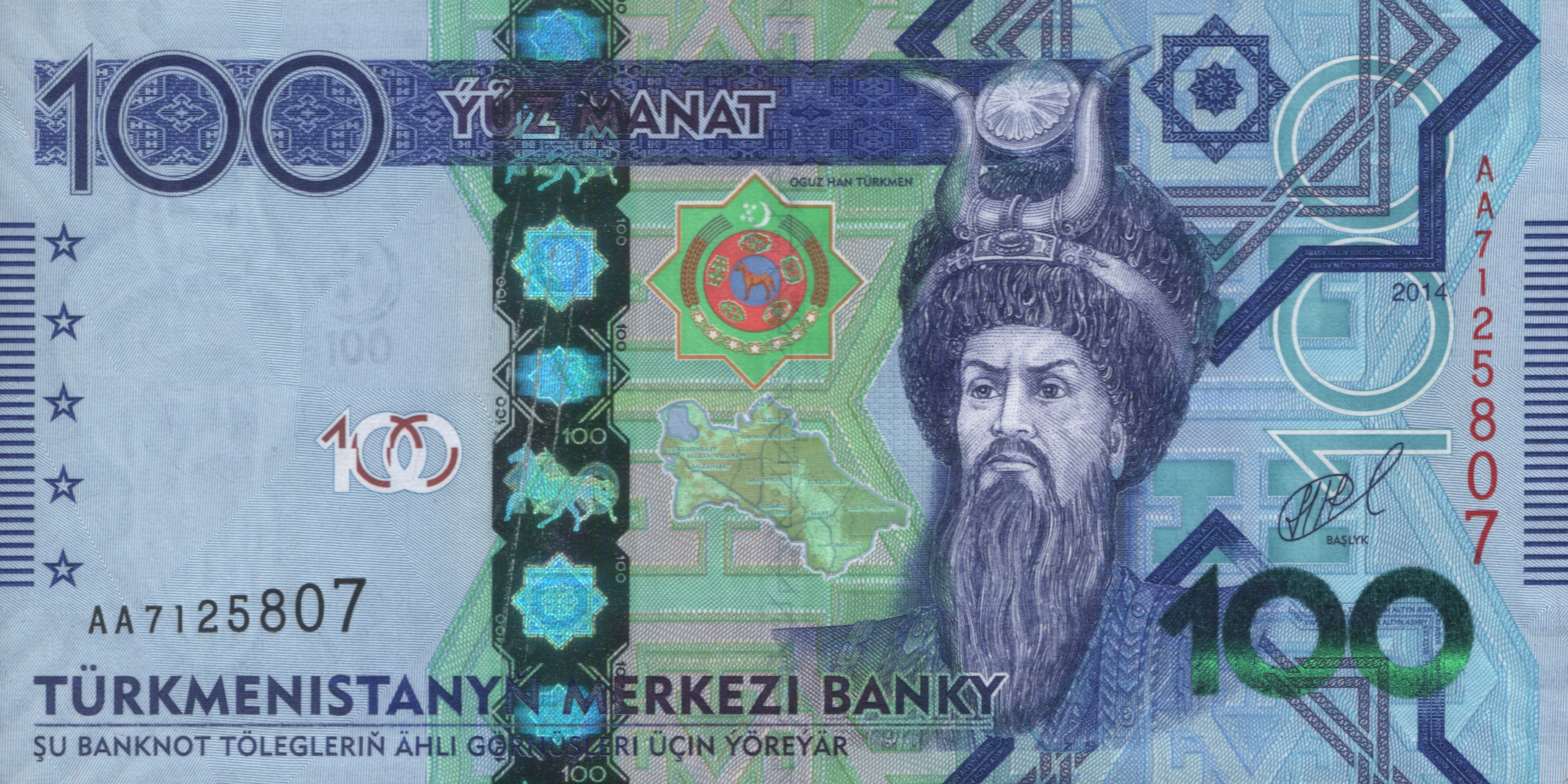
Купюра в 100 туркменских манатов с изображением Огуз-хана образца 2014 года